# Liste der Anime-Titel (1970–1979)
Dies ist eine chronologisch sortierte Liste der Anime-Titel von 1970 bis 1979.

## 1970
| Name                                 | Alternative Namen                                       | Veröffentlichungsjahr | Studio(s)        |
| ------------------------------------ | ------------------------------------------------------- | --------------------- | ---------------- |
| Akakichi no Eleven (52 Folgen)       | 赤き血のイレブン                                        | 1970 als Fernsehserie | Doga Productions |
| Ashita no Joe (79 Folgen)            | あしたのジョー                                          | 1970 als Fernsehserie | Mushi Production |
| Chibikko Remi to Meiken Kapi         | ちびっ子レミと名犬カピ, Little Remi and Famous Dog Kapi | 1970 als Film         | Tōei Animation   |
| Cleopatra und die tollen Römer       | クレオパトラ, Cleopatra, Queen of Sex                   | 1970 als Film         | Mushi Production |
| Dōbutsu Mura Monogatari (100 Folgen) | 動物村ものがたり, The Story of the Animal’s Village     | 1970 als Fernsehserie | Eiken            |

## 1971
| Name                                   | Alternative Namen                                  | Veröffentlichungsjahr | Studio(s)           |
| -------------------------------------- | -------------------------------------------------- | --------------------- | ------------------- |
| Alibaba to Yonjūbiki no Tōzuku         | アリババと40匹の盗賊                               | 1971 als Film         | Tōei Animation      |
| Animentari Ketsudan (26 Folgen)        | アニメンタリー・決断                               | 1971 als Fernsehserie | Tatsunoko           |
| Apache Yakyugun (26 Folgen)            | アパッチ野球軍                                     | 1971 als Fernsehserie | Tōei Animation      |
| Chingo Muchabei (46 Folgen)            | 珍豪ムチャ兵衛, The Extravagant Muchabei           | 1971 als Fernsehserie | Tokyo Movie Shinsha |
| Fushigi na Melmo (26 Folgen)           | ふしぎなメルモ, Fushigi na Merumo, Marvelous Melmo | 1971 als Fernsehserie | Mushi Production    |
| Gegege no Kitarō (45 Folgen)           | ゲゲゲの鬼太郎                                     | 1971 als Fernsehserie | Tōei Dōga           |
| Genshi Shōnen Ryū (22 Folgen)          | 原始少年リュウ, Ryu, the Cave Boy                  | 1971 als Fernsehserie | Toei Animation      |
| Lupin III.: Part 1 (23 Folgen)         | ルパン三世, Rupan Sansei                           | 1971 als Fernsehserie | Tokyo Movie Shinsha |
| Pixi im Wolkenkuckucksheim (52 Folgen) | アンデルセン物語, Anderusen Monogatari             | 1971 als Fernsehserie | Mushi Production    |
| Die Schatzinsel                        | どうぶつ宝島, Dōbutsu Takarajima, Jolly Joker      | 1971 als Film         | Tōei Dōga           |

## 1972
| Name                                      | Alternative Namen                              | Veröffentlichungsjahr | Studio(s)                        |
| ----------------------------------------- | ---------------------------------------------- | --------------------- | -------------------------------- |
| Akado Suzunosuke (52 Folgen)              | 赤胴鈴之助, Redbreast Suzunosuke               | 1972 als Fernsehserie | Tokyo Movie Shinsha              |
| Astroganger (26 Folgen)                   | アストロガンガー                               | 1972 als Fernsehserie | Tōei Animation                   |
| Calimero (47 Folgen)                      | カリメロ                                       | 1972 als Fernsehserie | Tōei Animation                   |
| Devilman (1972) (39 Folgen)               | デビルマン                                     | 1972 als Fernsehserie | Tōei Animation, Dynamic Planning |
| Dokonjō Gaeru (103 Folgen)                | ど根性ガエル, Frog With Guts!                  | 1972 als Fernsehserie | Tokyo Movie Shinsha              |
| Der gestiefelte Kater im Wilden Westen    | ながぐつ三銃士, Nagagutsu Sanjūshi             | 1972 als Film         | Tōei Dōga                        |
| Hazedon (26 Folgen)                       | ハゼドン, Chief Joker                          | 1972 als Fernsehserie | Sunrise                          |
| Kagaku Ninjatai Gatchaman (105 Folgen)    | 科学忍者隊ガッチャマン, Gatchaman              | 1972 als Fernsehserie | Tatsunoko Production             |
| Mazinger Z (92 Folgen)                    | マジンガーZ                                    | 1972 als Fernsehserie | Tōei Animation                   |
| Panda Kopanda                             | パンダコパンダ                                 | 1972 als Film         | Tōkyō Movie                      |
| Pinocchio (52 Folgen)                     | 樫の木モック, Kashi no Ki Mokku                | 1972 als Fernsehserie | Tatsunoko Production             |
| Wickie und die starken Männer (78 Folgen) | 小さなバイキング ビッケ, Chiisana Viking Vicke | 1972 als Fernsehserie | Nippon Animation                 |

## 1973
| Name                                     | Alternative Namen                                   | Veröffentlichungsjahr | Studio(s)                     |
| ---------------------------------------- | --------------------------------------------------- | --------------------- | ----------------------------- |
| Abenteuer am Regenbogenteich (39 Folgen) | けろっこデメタン, Kerokko Demetan                   | 1973 als Fernsehserie | Tatsunoko Production          |
| Ace o Nerae! (26 Folgen)                 | エースをねらえ!, Ēsu o Nerae!                       | 1973 als Fernsehserie | Tokyo Movie Shinsha, Madhouse |
| Babel II (39 Folgen)                     | バビル2世, Babel Nisei                              | 1973 als Fernsehserie | Tōei Animation                |
| Belladonna of Sadness                    | 哀しみのベラドンナ, Kanashimi no Beradonna          | 1973 als Film         | Mushi Production              |
| Bōken Korobokkuru (26 Folgen)            | 冒険コロボックル                                    | 1973 als Fernsehserie | Eiken, Tatsunoko Production   |
| Chargeman Ken! (130 Folgen)              | チャージマン研！                                    | 1973 als Fernsehserie | Knack Productions             |
| Cutie Honey (25 Folgen)                  | キューティーハニー, Kyūtī Hanī, Cutey Honey         | 1973 als Fernsehserie | Tōei Animation                |
| Doraemon (26 Folgen)                     | ドラえもん                                          | 1973 als Fernsehserie | Tokyo Movie Shinsha           |
| Dororon Enma-kun (25 Folgen)             | ドロロンえん魔くん                                  | 1973 als Fernsehserie | Tōei Animation                |
| Mazinger Z Vs. Devilman                  | マジンガーＺ対デビルマン                            | 1973 als Film         | Tōei Animation                |
| Rocky und seine Freunde (52 Folgen)      | 山ねずみ ロッキーチャック, Yama Nezumi Rokkī Chakku | 1973 als Fernsehserie | Zuiyō Enterprise              |
| Shinzō Ningen Casshern (35 Folgen)       | 新造人間キャシャーン, Shinzō Ningen Kyashān         | 1973 als Fernsehserie | Tatsunoko Production          |

## 1974
| Name                                  | Alternative Namen                                                 | Veröffentlichungsjahr | Studio(s)            |
| ------------------------------------- | ----------------------------------------------------------------- | --------------------- | -------------------- |
| Barbapapa (45 Folgen)                 | バーバパパ                                                        | 1974 als Fernsehserie |                      |
| Dame Oyaji (26 Folgen)                | ダメおやじ                                                        | 1974 als Fernsehserie |                      |
| Die Dschungel-Patrouille (156 Folgen) | ウリクペン救助隊, Urikupen Kyujotai, Die Dschungelpatrouille      | 1974 als Fernsehserie | Tatsunoko Production |
| Gan to Gon (65 Folgen)                | ガンとゴン, Gan & Gon                                             | 1974 als Fernsehserie | Nihon Doga           |
| Getter Robo (51 Folgen)               | ゲッターロボ, Getta Robo                                          | 1974 als Fernsehserie | Toei Animation       |
| Getter Robo                           | ゲッターロボ, Getta Robo                                          | 1974 als Film         | Toei Animation       |
| Great Mazinger (56 Folgen)            | グレートマジ・ガー                                                | 1974 als Fernsehserie | Tōei Animation       |
| Hajime Ningen Gyatoruz (59 Folgen)    | はじめ人間 ギャートルズ, First Human Gatorus                      | 1974 als Fernsehserie | Tokyo Movie Shinsha  |
| Hariken Polymar (26 Folgen)           | 破裏拳ポリマー, Hurricane Polymar, Inner Destruction Fist Polymar | 1974 als Fernsehserie | Tatsunoko Production |
| Heidi (26 Folgen)                     | アルプスの少女ハイジ, Arupusu no Shōjo Haiji, Alps no Shōjo Heidi | 1974 als Fernsehserie | Nippon Animation     |
| Hoshi no Ko Poron (26 Folgen)         | 星の子ポロン                                                      | 1974 als Fernsehserie | Nihon Doga           |
| Mazinger Z tai Ankoku Daishōgun       | マジンガーＺ対暗黒大将軍                                          | 1974 als Film         | Tōei Animation       |
| Mazinger Z Vs. Dr. Hell               | マジンガーＺ対ドクターヘル                                        | 1974 als Film         | Tōei Animation       |
| Tom, Crosby und die Mäusebrigade      | ジャックと豆の木, Jakku to Mame no Ki                             | 1974 als Film         | Group TAC            |

## 1975
| Name                                                   | Alternative Namen                                                         | Veröffentlichungsjahr | Studio(s)           |
| ------------------------------------------------------ | ------------------------------------------------------------------------- | --------------------- | ------------------- |
| Andersen Dōwa - Ningyo Hime                            | アンデルセン童話 にんぎょ姫                                               | 1975 als Film         | Tōei Animation      |
| Andes Shōnen Pepero no Bōken (26 Folgen)               | アンデス少年ペペロの冒険                                                  | 1975 als Fernsehserie | Wako                |
| Die Biene Maja (52 Folgen)                             | みつばちマーヤの冒険, Mitsubachi Māya no Bōken                            | 1975 als Fernsehserie | Nippon Animation    |
| Chuck, der schlaue Biber (26 Folgen)                   | ドンチャック物語, Don Chuck Monogatari                                    | 1975 als Fernsehserie | Knack               |
| Es war einmal (12 Folgen)                              | まんが日本昔ばなし, Manga Nihon Mukashi Banashi                           | 1975 als Fernsehserie | Group TAC           |
| Gamba no Bōken (26 Folgen)                             | ガンバの冒険, The Adventures of Gamba                                     | 1975 als Fernsehserie | Tokyo Movie Shinsha |
| Getter Robo G (39 Folgen)                              | ゲッターロボG, Robo Formers                                               | 1975 als Fernsehserie | Toei Animation      |
| Goldorak (74 Folgen)                                   | UFOロボグレンダイザー, UFOrobo gurendaizā, UFO Robo Grendizer             | 1975 als Fernsehserie | Tōei Animation      |
| Great Mazinger tai Getter Robo                         | グレートマジ・ガー                                                        | 1975 als Film         | Tōei Animation      |
| Great Mazinger tai Getter Robo G - Kūchū Dai-Gekitotsu | グレートマジンガー対ゲッターロボG 空中大激突                              | 1975 als Film         | Tōei Animation      |
| Niklaas, ein Junge aus Flandern (52 Folgen)            | フランダースの犬, Flanders no Inu                                         | 1975 als Fernsehserie | Nippon Animation    |
| Sindbad (52 Folgen)                                    | アラビアンナイト・シンドバッドの冒険, Arabian Naito: Shindobaddo no Bōken | 1975 als Fernsehserie | Nippon Animation    |
| Sōgen no Shōjo Laura (26 Folgen)                       | 草原の少女ローラ, Sōgen no Shōjo Rōra                                     | 1975 als Fernsehserie | Nippon Animation    |
| UFO Robo Grendizer Daikaijū                            | ＵＦＯロボ グレンダイザー                                                 | 1975 als Film         | Tōei Animation      |
| Wanpaku Omukashi Kumkum (26 Folgen)                    | わんぱく大昔クムクム, Kum Kum                                             | 1975 als Fernsehserie | Sunrise             |

## 1976
| Name                                                        | Alternative Namen | Veröffentlichungsjahr | Studio(s)                         |
| ----------------------------------------------------------- | --- | --------------------- | --------------------------------- |
| Blocker Gundan IV Machine Blaster (38 Folgen)               | ブロッカー軍団IVマシーンブラスター, Blocker Corps                                                                                                 | 1976 als Fernsehserie | Ashi Production, Nippon Animation |
| Candy Candy (115 Folgen)                                    | キャンディ・キャンディ | 1976 als Fernsehserie | Tōei Animation                    |
| Chōdenji Robo Combattler V (54 Folgen)                      | 超電磁ロボ コンバトラーＶ, Super Electromagnetic Robo Combattler V                                                                                | 1976 als Fernsehserie | Sunrise                           |
| Chuck, der schlaue Biber (73 Folgen)                        | 新 ドンチャック物語, Shin Don Chuck Monogatari | 1976 als Fernsehserie | Knack                             |
| Daikū Maryū Gaiking (44 Folgen)                             | 大空魔竜ガイキング, Gaiking | 1976 als Fernsehserie | Tōei Animation                    |
| Dokaben (163 Folgen)                                        | ドカベン | 1976 als Fernsehserie | Nippon Animation                  |
| Es war einmal (1453 Folgen)                                 | まんが日本昔ばなし, Manga Nihon Mukashi Banashi                                                                                                   | 1976 als Fernsehserie | Group TAC                         |
| Der gestiefelte Kater reist um die Welt                     | 長靴をはいた猫 80日間世界一周, Nagagutsu o Haita Neko: 80 Nichikan Sekai Isshū                                                                    | 1976 als Film         | Tōei Dōga                         |
| Gowapper 5 Godam (36 Folgen)                                | ゴワッパー５ゴーダム | 1976 als Fernsehserie | Tatsunoko Production              |
| Grendizer - Getter Robo G - Great Mazinger Kessen! Daikaijū | グレンダイザー・ゲッターロボＧ・グレートマジンガー 決戦！大海獣, Grandizer, Getter Robot G, Great Mazinger Decisive Battle! The Great Sea Monster | 1976 als Film         | Tōei Animation                    |
| Groizer X (36 Folgen)                                       | グロイザーＸ | 1976 als Fernsehserie | Knack                             |
| Haikara-san ga Tooru (46 Folgen)                            | はいからさんが通る, Smart-san, Here Comes Ms. Modern                                                                                              | 1976 als Fernsehserie | Nippon Animation                  |
| Hana no Kakarichō (25 Folgen)                               | 花の係長, The Happy Section Chief | 1976 als Fernsehserie | Tokyo Movie Shinsha               |
| Hoka Hoka Kazoku (1428 Folgen)                              | ほかほか家族, The Affectuous Family | 1976 als Fernsehserie | Eiken                             |
| Huckleberry Finn (26 Folgen)                                | ハックルベリィの冒険, Huckleberry no Bōken | 1976 als Fernsehserie | Group TAC                         |
| Marco (52 Folgen)                                           | 母をたずねて三千里, Haha o Tazunete Sanzenri | 1976 als Fernsehserie | Nippon Animation                  |
| Pinocchio (54 Folgen)                                       | ピコリーノの冒険, Pinocchio Yori Piccolino no Boken                                                                                               | 1976 als Fernsehserie | Nippon Animation                  |
| UFO Robo Grendizer tai Great Mazinger                       | ＵＦＯロボ グレンダイザー対グレートマジンガー, UFO Robo Grandizer Vs. Great Mazinger                                                              | 1976 als Film         | Tōei Animation                    |

## 1977
| Name                                                         | Alternative Namen                                                     | Veröffentlichungsjahr | Studio(s)                      |
| ------------------------------------------------------------ | --------------------------------------------------------------------- | --------------------- | ------------------------------ |
| Arrow Emblem Grand Prix no Taka (44 Folgen)                  | アローエンブレム・グランプリの鷹                                      | 1977 als Fernsehserie | Tōei Animation                 |
| Ashita e Attack (23 Folgen)                                  | あしたへアタック!                                                     | 1977 als Fernsehserie | Nippon Animation               |
| Chiisana Jumbo                                               | 小さなジャンボ, Little Jumbo                                          | 1977 als Kurzfilm     | Sanrio                         |
| Chō Supercar Gattiger (20 Folgen)                            | 超スーパーカー ガッタイガー, Super Supercar Gattiger                  | 1977 als Fernsehserie | Wako Productions               |
| Chōdenji Machine Voltes V (40 Folgen)                        | 超電磁マシーン ボルテスＶ, Super Electromagnetic Machine Voltes V     | 1977 als Fernsehserie | Sunrise                        |
| Chogattai Majutsu Robot Ginguiser (26 Folgen)                | 超合体魔術ロボ ギンガイザー, Ginguiser                                | 1977 als Fernsehserie | Nippon Animation               |
| Chōjin Sentai Barattack (31 Folgen)                          | 超人戦隊バラタック, Balatack                                          | 1977 als Fernsehserie | Oh! Production, Oh! Production |
| Fūsen Shōjo Temple-chan (26 Folgen)                          | 風船少女テンプルちゃん                                                | 1977 als Fernsehserie | Tatsunoko Production           |
| Gasshin Sentai Mechander Robo (35 Folgen)                    | 合身戦隊メカンダーロボ, Combination Squadron Mechander Robo           | 1977 als Fernsehserie | Wako                           |
| Gekisō! Rubenkaiser (17 Folgen)                              | 激走！ルーベンカイザー                                                | 1977 als Fernsehserie | Toei Animation                 |
| Grand Prix no Taka (44 Folgen)                               | アローエンブレム・グランプリの鷹, Arrow Emblem Grand Prix no Taka     | 1977 als Fernsehserie | Toei Animation                 |
| Hyōga Senshi Gaislugger (20 Folgen)                          | 氷河戦士ガイスラッガー, Glacier Warrior Gaislugger                    | 1977 als Fernsehserie | Toei Animation                 |
| Jackie und Jill – Die Bärenkinder vom Berg Tarak (26 Folgen) | シートン動物記 くまの子ジャッキー, Seton Dōbutsuki – Kuma no ko Jakkī | 1977 als Fernsehserie | Nippon Animation               |
| Lupin III.: Part 2 (155 Folgen)                              | ルパン三世, Rupan Sansei                                              | 1977 als Fernsehserie | Tokyo Movie Shinsha            |
| Muteki Chōjin Zanbotto 3 (23 Folgen)                         | 無敵超人ザンボット3, Invincible Super Man Zambot 3                    | 1977 als Fernsehserie | Sunrise                        |
| Rascal, der Waschbär (52 Folgen)                             | あらいぐまラスカル, Araiguma Rascal                                   | 1977 als Fernsehserie | Nippon Animation               |
| Die wilden Schwäne                                           | 世界名作童話 白鳥の王子, Sekai Meisaku Dōwa: Hakuchō Ōji              | 1977 als Film         | Tōei Animation                 |

## 1978
| Name                                                                        | Alternative Namen                                                                                           | Veröffentlichungsjahr | Studio(s)                          |
| --------------------------------------------------------------------------- | --- | --------------------- | ---------------------------------- |
| Die Abenteuer des fantastischen Weltraumpiraten Captain Harlock (64 Folgen) | 宇宙海賊キャプテンハーロック, Uchū Kaizoku Kyaputen Hārokku                                                 | 1978 als Fernsehserie | Tōei Animation                     |
| Abenteuer eines kleinen Prinzen (39 Folgen)                                 | 星の王子さま プチ・プランス, Hoshi no Ojisama Petit Prince                                                  | 1978 als Fernsehserie | Knack Productions                  |
| Candy Candy: Candy no Natsu Yasumi                                          | キャンディ・キャンディ キャンディの夏休み                                                                   | 1978 als Film         | Tōei Animation                     |
| Candy Candy: Haru no Yobigoe                                                | キャンディ・キャンディ 春の呼び声                                                                           | 1978 als Film         | Tōei Animation                     |
| Captain Future (52 Folgen)                                                  | キャプテンフューチャー, Kyaputen Fyūchā                                                                     | 1978 als Fernsehserie | Tōei Animation                     |
| Captain Future: Kirei naru Taiyōkei Race (eine Folge)                       | キャプテンフューチャー 華麗なる太陽系レース, Kyaputen Fyūchā: Kirei naru Taiyōkei Rēsu                      | 1978 als Special      | Tōei Animation                     |
| Chirin no Suzu                                                              | チリンの鈴, Bell of Chirin                                                                                  | 1978 als Film         | Sanrio                             |
| Daisetsusan no Yūsha Kibaō (eine Folge)                                     | 大雪山の勇者 牙王, King Fang                                                                                | 1978 als Special      | Nippon Animation                   |
| Däumelinchen                                                                | , Andersen Dowa: Oyayubi-hime                                                                               | 1978 als Film         | Tōei Animation, Tezuka Productions |
| Galaxy Express 999 (113 Folgen)                                             | 銀河鉄道999, Ginga Tetsudō Surī Nain                                                                        | 1978 als Fernsehserie | Tōei Animation                     |
| Hinotori: Chapter of Dawn                                                   | 火の鳥 黎明編, Hi no tori - Reimei hen                                                                      | 1978 als Film         | Tezuka Productions                 |
| Hoshi no Orpheus                                                            | 星のオルフェウス, Winds of Change, Metamorphoses                                                            | 1978 als Film         |                                    |
| Hyaku Man Nen Chikyū no Tabi - Bander Book (eine Folge)                     | 100万年地球の旅 バンダーブック, One-Million Year Trip: Bander Book                                          | 1978 als Special      | Tezuka Productions                 |
| Kagaku Ninjatai Gatchaman II (52 Folgen)                                    | 科学忍者隊ガッチャマンII, Gatchaman II                                                                      | 1978 als Fernsehserie | Tatsunoko Production               |
| Der kleine Prinz (39 Folgen)                                                | 星の王子さま プチ・プランス, Hoshi no Ojisama Petit Prince                                                  | 1978 als Fernsehserie | Knack Productions                  |
| Lupin Sansei: Lupin vs Fukusei Ningen                                       | ルパン三世 ルパンVS複製人間, Rupan Sansei: Rupan vs Fukusei Ningen, The Secret of Mamo, The Mystery of Mamo | 1978 als Film         | Tokyo Movie Shinsha                |
| Mirai Shōnen Conan (26 Folgen)                                              | 未来少年コナン, Mirai Shōnen Konan                                                                          | 1978 als Fernsehserie | Nippon Animation                   |
| Perrine (53 Folgen)                                                         | ペリーヌ物語, Perīnu monogatari                                                                             | 1978 als Fernsehserie | Nippon Animation                   |
| Die Schatzinsel (26 Folgen)                                                 | 宝島, Takarajima                                                                                            | 1978 als Fernsehserie | TMS Entertainment                  |
| Sci-Bots (64 Folgen)                                                        | SF西遊記スタージンガー, SF Saiyūki Sutājingā, SF Saiyūki Starzinger                                         | 1978 als Fernsehserie | Tōei Animation                     |
| Shin Ace o Nerae! (25 Folgen)                                               | 新・エースをねらえ!, Shin Ēsu o Nerae!                                                                      | 1978 als Fernsehserie | Tokyo Movie Shinsha                |
| Uchū Kaizoku Captain Harlock Arcadia Go no Nazo                             | 宇宙海賊キャプテンハーロック アルカディア号の謎, Mystery of the Arcadia                                     | 1978 als Film         | Tōei Animation                     |

## 1979
| Name                                              | Alternative Namen                                               | Veröffentlichungsjahr | Studio(s)                     |
| ------------------------------------------------- | --------------------------------------------------------------- | --------------------- | ----------------------------- |
| Die Abenteuer von Manxmaus                        | トンデモネズミ大活躍, Tondemo Nezumi Daikatsuyaku               | 1979 als Film         | Nippon Animation              |
| Ace o Nerae!                                      | エースをねらえ!, Ēsu o Nerae!                                   | 1979 als Film         | Tokyo Movie Shinsha, Madhouse |
| Angel das Blumenmädchen (50 Folgen)               | 花の子ルンルン, Hana no Ko Runrun                               | 1979 als Fernsehserie | Tōei Dōga                     |
| Animation Kikō Marco Polo no Bōken (43 Folgen)    | アニメーション紀行 マルコ・ポーロの冒険                         | 1979 als Fernsehserie | Madhouse, MK                  |
| Anne mit den roten Haaren (50 Folgen)             | 赤毛のアン, Akage no An                                         | 1979 als Fernsehserie | Nippon Animation              |
| Anne no Nikki: Anne Frank Monogatari (eine Folge) | アンネの日記 アンネ·フランク物語                                | 1979 als Special      | Nippon Animation              |
| Ashinaga Ojisan (eine Folge)                      | あしながおじさん                                                | 1979 als Special      | Tatsunoko Production          |
| Die Biene Maja (52 Folgen)                        | 新 みつばちマーヤの冒険, Shin Mitsubachi Māya no Bōken          | 1979 als Fernsehserie | Nippon Animation              |
| City Nocturne                                     | シティノクターン                                                | 1979 als Film         |                               |
| Coral no Tanken (50 Folgen)                       | コラルの探検, Koraru no tanken                                  | 1979 als Fernsehserie | Tatsunoko Production          |
| Cyborg 009 (50 Folgen)                            | サイボーグ009, Saibōgu 009                                      | 1979 als Fernsehserie | Sunrise, Tōei Animation       |
| Daikyōryu no Jidai (eine Folge)                   | 大空魔竜ガイキング, Gaiking                                     | 1979 als Special      | Tōei Animation                |
| Doraemon (1787 Folgen)                            | ドラえもん                                                      | 1979 als Fernsehserie | Asatsu DK, Shin’ei Dōga       |
| Ganbare! Bokura no Hit and Run (eine Folge)       | がんばれ！ぼくらのヒットエンドラン, Hit and Run                 | 1979 als Special      | Nippon Animation              |
| Ganbare!! Tabuchi-kun!!                           | がんばれ!!タブチくん!!, There Goes Our Hero                     | 1979 als Film         | Tokyo Movie Shinsha           |
| Ginga Tetsudō 999                                 | 銀河鉄道999, Ginga Tetsudō Surī Nain                            | 1979 als Film         | Tōei Animation                |
| Hana no Ko Lunlun                                 | 花の子ルンルン                                                  | 1979 als Kurzfilm     | Tōei Dōga                     |
| Hokkyoku no Mūshika Miishika                      | 北極のムーシカ・ミーシカ, Adventures of the Polar Cubs          | 1979 als Film         | Mushi Production              |
| Kagaku Ninjatai Gatchaman Fighter (48 Folgen)     | 科学忍者隊ガッチャマン F <ファイター>, Gatchaman F              | 1979 als Fernsehserie | Tatsunoko Production          |
| Lady Oscar (41 Folgen)                            | ベルサイユのばら, Berusaiyu no Bara, Die Rose von Versailles    | 1979 als Fernsehserie | Tokyo Movie Shinsha           |
| Mobile Suit Gundam (43 Folgen)                    | 機動戦士ガンダム, Kidō Senshi Gandamu                           | 1979 als Fernsehserie | Sunrise                       |
| Puschel, das Eichhorn (26 Folgen)                 | シートン動物記 りすのバナー, Seaton Dōbutsuki Risu no Banner    | 1979 als Fernsehserie | Nippon Animation              |
| Das Schloss des Cagliostro                        | ルパン三世 カリオストロの城, Rupan Sansei: Kariosutoro no Shiro | 1979 als Film         | Tokyo Movie Shinsha           |
| SF Saiyūki Starzinger                             | SF西遊記スタージンガー, SF Saiyūki Sutājingā                    | 1979 als Film         | Tōei Animation                |
| SF Saiyūki Starzinger II (9 Folgen)               | SF西遊記スタージンガーII, SF Saiyūki Sutājingā II               | 1979 als Fernsehserie | Tōei Animation                |
| Taro, der kleine Drachenjunge                     | 龍の子太郎, Tatsu no Ko Taro                                    | 1979 als Film         | Tōei Animation                |
| The Ultraman (50 Folgen)                          | ザ★ウルトラマン, Za Urutoraman                                  | 1979 als Fernsehserie |                               |